# Бриджит Би
Бриджит Би (англ. Bridgette B), настоящее имя Лус Абреу (исп. Luz Abreu); род. 15 октября 1983 года, Барселона, Испания) — испанская порноактриса.

## Биография

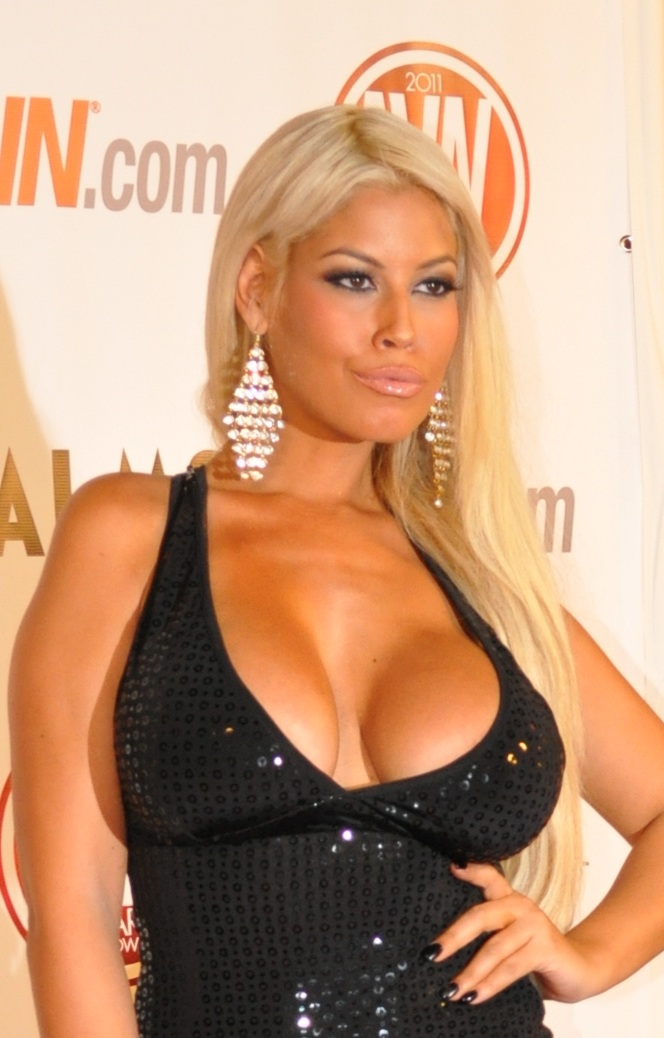
На церемонии вручения премий AVN Awards 2011

Родилась и выросла в Барселоне, училась в католической школе. В 2003 году уехала учиться в США. Получила степень бакалавра наук по специальности «Fashion Merchandising» в университете штата Огайо. Ещё во время учёбы Бриджит танцевала стриптиз в барах. В этот период она познакомилась с несколькими порноактрисами, которые посоветовали ей попробовать свои силы в этом жанре. Дебютировала в «кино для взрослых» в 2008 году в возрасте 25 лет. Живёт в Калифорнии (США).
Сделала несколько операций по увеличению груди — с размера «С» до «Е» в настоящее время. Имеет 3 татуировки: на правом боку в виде надписи «La jalousie et une maladie» (что можно перевести с французского, как «ревность это болезнь», при условии что в слове «est» пропущена буква «s»), в виде буквы «D» слева над лобком, и ещё одну сзади шеи, в переводе означает «Испанская кукла». Также имеет пирсинг пупка.
По данным на 2019 год, снялась в 796 порнофильмах.
Была замужем за российским порноактёром Маркусом Дюпри.

## Премии и номинации
| Год  | Церемония        | Категория                                             | Работа | Результат |
| ---- | ---------------- | ----------------------------------------------------- | --- | --------- |
| 2011 | AVN Awards       | Лучшая лесбийская групповая сцена                     | Girlvana 5 (вместе с Велисити Вон, Бринн Тайлер, Чарли Чейз, Кортни Каммз, Джейден Джеймс, Джулия Энн, Kirra Lynne, Мисси Стоун, Моник Александр, Никки Роудс, Raylene, Сара Ванделла, София Санти, Мэделин Мэри) | Номинация |
| 2012 | AVN Awards       | Самая недооценённая старлетка года                    | | Победа    |
| 2012 | XRCO Award       | Невоспетая сирена                                     | | Номинация |
| 2014 | AVN Awards       | Невоспетая старлетка года                             | | Номинация |
| 2014 | XRCO Award       | Невоспетая сирена                                     | | Номинация |
| 2019 | NightMoves Award | Лучшая исполнительница MILF-жанра, по версии зрителей | | Победа    |

## Избранная фильмография
- 25 Sexiest Latin Porn Stars Ever (2013)
- Anal Queens (2013)
- B is For Baby Whore (2012)
- Bad Girls 6 (2011)
- Big Lebowski: A XXX Parody (2010)
- Big Tit Fanatic (2011)
- Big Tit Patrol 11 (2011)
- Big Tits Boss 12 (2010)
- Big Tits in Sports 11 (2012)
- Bruce Venture Has A Big Dick (2013)
- Dorm Girl Bubble Butts (2012)